# 斉藤斗志二
斉藤 斗志二（齊藤 斗志二、さいとう としつぐ、1944年〈昭和19年〉12月27日 - ）は、日本の政治家。衆議院議員（7期）、防衛庁長官（第65・66代）を歴任。

## 経歴
大昭和製紙の2代目社長・斉藤了英の次男として生まれた。静岡県吉原市出身。
麹町中学校・武蔵高等学校を経て、1968年（昭和43年）に上智大学経済学部を卒業。1969年（昭和44年）早稲田大学理工学部研修終了。1972年（昭和47年）ワシントン大学でMBAを取得。
1984年（昭和59年）には第33代日本青年会議所会頭に就任した。同会頭就任時には第2次中曽根内閣の臨時教育審議会委員を務め、現行の小学校6年生を中学校1年生とし、早熟な今時の子どもの発育状況に合わせ、中学校の在学期間を延長し中等教育を充実させることを目的とした学制改革案5・4制を提唱した。現在も5・4制は主張し続けている。また、このころよりロシア外交に興味を持ち、両国の友情を描いたアニメーション映画『幕末のスパシーボ』の自費制作や訪露を頻繁に行っている。
衆議院議員から静岡県知事に転身した叔父・斉藤滋与史の後継者として、1986年（昭和61年）に行われた第38回衆議院議員総選挙に出馬し初当選。以来、連続7期当選。議員在任中の1989年（平成元年）大昭和製紙取締役副社長に就任。1992年（平成4年）郵政政務次官就任。当時の郵政大臣は郵政民営化を掲げた小泉純一郎であり、当時の省内では反郵政民営化の政務次官として期待された。1995年（平成7年）には自由民主党通信部会長（NTT分割再編）に就任。
党内では田中派→竹下派→小渕派→橋本派→津島派と所属し、1993年（平成5年）羽田孜・小沢一郎などの新生党結成による自民党議員の大量離党行動には参加せずに党内へとどまった数少ない平成研究会生え抜き議員の一人であった。
2000年（平成12年）12月5日、第2次森改造内閣の防衛庁長官として初入閣。中期防衛力整備計画の策定を行った。1997年（平成9年）衆議院商工委員長、1999年（平成11年）衆議院地方行政委員長、2003年（平成15年）には衆議院イラク復興支援特別委員長（自衛隊イラク派遣を議決）を歴任。
2009年（平成21年）8月30日の第45回衆議院議員総選挙に出馬したが落選。その後、同年8月31日をもって政界から引退することを明らかにした。
2015年（平成27年）4月29日、春の叙勲で旭日大綬章受章。

## 年金
- 政治家の年金未納問題が注目された際に年金の未納が発覚している[7]。

## 所属団体
- 近年は議員立法による文化芸術振興基本法を成立に導くなど、文化芸術・教育関係にも力を入れ、ボーイスカウト振興国会議員連盟会長、音楽・映画議員連盟事務局長、全国体育指導委員連合会長、静岡県体育協会会長などを務める。
- 日本ダンススポーツ連盟会長

## 所属していた議員連盟
- 神道政治連盟国会議員懇談会
- 日本会議国会議員懇談会
- たばこと健康を考える議員連盟
- 日韓議員連盟（常任幹事）

## 親族
祖父は大昭和製紙の創業者・斉藤知一郎、義父は厚生大臣を務めた増岡博之、叔父は静岡県知事・建設大臣を務めた斉藤滋与史である。後に滋与史と養子縁組を行っている。なお、齊藤滋与史夫人の和歌子はトヨタ自動車名誉会長豊田章一郎の妹である。また、元大昭和製紙社長の斉藤喜久蔵も叔父であり、大昭和製紙の監査役を務めた斉藤知三郎とジーク証券元会長の斉藤四方司は弟。
斉藤斗志二は増岡博之の長女と結婚しているが、増岡の次女は三菱鉛筆社長の数原英一郎と結婚しているので、斉藤斗志二と数原英一郎は義兄弟の関係にあたる。

## 政治的立場
- 2007年9月の自民党総裁選挙では、所属する津島派が推す福田康夫ではなく麻生太郎を支持した。
- 静岡空港については、叔父の斉藤滋与史（第47・48代静岡県知事、在任期間: 1986年-1993年）が知事として同空港の計画を決定したということもあり、同空港の建設推進派国会議員の1人である。
- 東海地区の自民党議員による新東名高速道路建設推進国会議員連盟の代表を務めている。

## 著書
- 『検証首相民選 ― 2001年宰相の条件』千代田永田書房、1999年 ISBN 9784924457096
- 『日本人が、いなくなる前に ― crash of Japan』 産経新聞出版、2007年 ISBN 9784863060098
- 『ついに見つけた日本の新路 ― 新しい国づくりは参議院と都道府県の廃止から』 産経新聞出版、2009年 ISBN 9784819110525